# Heinz Bierbaum
Heinz Bierbaum, né le 5 décembre 1946 à Triberg im Schwarzwald, un sociologue, un économiste et un homme politique allemand. Membre du parti Die Linke, il est président du Parti de la gauche européenne de décembre 2019 à décembre 2022.

## Biographie

### Formation et profession
Docteur en économie et sciences sociales, Heinz Bierbaum enseigne de 1996 à 2009 à la Hochschule für Technik und Wirtschaft des Saarlandes.

### Syndicalisme et parcours politique
De 1980 à 1996, il est secrétaire du syndicat IG Metall.
Il fait partie de la direction de Die Linke de 2010 à 2018.
Il est membre du Landtag de Sarre de 2009 à 2017.
En décembre 2019, Heinz Bierbaum est élu président du Parti de la gauche européenne. Il est remplacé à ce poste par le communiste autrichien Walter Baier le 11 décembre 2022.